# Ajnuša Horozović
Ajnuša Horozović (Banja Luka, 1952.) je bosanskohercegovačka književnica i slikarica.

## Životopis
Ajnuša Horozović živi u Sarajevu. U rodnoj Banjoj Luci završila osnovnu i srednju školu, te diplomirala na Pedagoškoj akademiji. Piše poeziju i priče za djecu i odrasle. Bavi se i slikarstvom. Priredila nekoliko izložbi ulja i akvarela s motivima iz svoje poezije. Bavi se i dizajnom (oprema knjiga, plakat i dr.). Nakon protjerivanja iz Banje Luke jedno vrijeme je provela u izgnanstvu u Zagrebu, a zatim seli u Sarajevo gdje i danas živi. Poezija joj je prevedena na nekoliko stranih jezika.

## Kritičari o njezinom djelu
O Ajnuši Horozović su pisali: Tomislav Dretar, Rizo Džafić, Ismet Bekrić, Josip Osti, Kemal Coco, Dragoljub Jeknić, Mesud Islamović, Irfan Horozović, Muris Idrizović, Stevan Tontić, Ranko Pavlović, Ranko Risojević i dr.

## Vanjske poveznice
- Društvo pisaca BiH  Arhivirana inačica izvorne stranice od 28. veljače 2009. (Wayback Machine)

### Ostali projekti
|  | Wikizvor ima izvorna djela autora: Ajnuša Horozović |